# わすれもの4
『わすれもの4』は、2014年5月5日にリリースされた三野姫のアルバムである。

## 解説
- 渡辺が存命の時に三野姫名義で発売した最後のアルバム。

## 収録曲
| 全編曲: 三野姫。 |                        |          |          |
| #                | タイトル               | 作詞     | 作曲     |
| 1.               | 「頭をもんじゃって」   | 渡辺英樹 | 渡辺英樹 |
| 2.               | 「なになにな〜」       | 野村義男 | 野村義男 |
| 3.               | 「最初に1回とぼう」    | 渡辺英樹 | 渡辺英樹 |
| 4.               | 「ランナー」           | 野村義男 | 野村義男 |
| 5.               | 「Hanage Se Le」       | 渡辺英樹 | 渡辺英樹 |
| 6.               | 「ジュディとマリー」   | 野村義男 | 野村義男 |
| 7.               | 「ヒュージョン」       | 野村義男 | 野村義男 |
| 8.               | 「たい焼き3兄弟」      | 野村義男 | 野村義男 |
| 9.               | 「黄色いテントウムシ」 | 渡辺英樹 | 三野姫   |
| 10.              | 「ハワイが来るよ」     | 野村義男 | 野村義男 |
| 11.              | 「あのママ」           | 渡辺英樹 | 渡辺英樹 |
| 12.              | 「あたたかな日々」     | 野村義男 | 野村義男 |

## 楽曲解説
1. 頭をもんじゃって
2. なになにな〜
3. 最初に1回とぼう
4. ランナー
5. Hanage Se Le
6. ジュディとマリー
7. ヒュージョン
8. たい焼き3兄弟
9. 黄色いテントウムシ
10. ハワイが来るよ
11. あのママ
12. あたたかな日々